# 利彥婷
利彥婷（英語：LEE Yuki Yin Ting，2002年1月4日—），香港女子跳水運動員。就讀於香港理工大學，曾經就讀於賽馬會體藝中學。

## 簡歷
2018年，利彥婷代表中國香港參加印尼雅加達舉行的亞運會跳水比賽。

## 主要成績
- 2014年 香港公開跳水錦標賽 女子公開乙組三米板第五名、女子公開乙組跳台季軍、女子公開乙組一米板第六名、女子公開乙組雙人三米板亞軍、女子公開乙組雙人一米板第四名
- 2015年 2014-2015年度香港跳水計分賽 女子乙組一米板第六名、女子乙組三米板季軍
- 2015年 香港公開跳水錦標賽 跳台冠軍、雙人一米板亞軍、雙人三米板季軍
- 2015年 香港分齡跳水錦標賽 跳台冠軍、一米及三米板亞軍
- 2016年 2015-16年香港跳水計分賽 公開乙組三米板季軍
- 2016年 第七屆澳門國際跳水邀請賽 女子乙組跳台冠軍、女子公開組雙人跳台亞軍、女子公開組雙人三米板季軍
- 2016年 香港公開跳水錦標賽 跳台冠軍、雙人三米板季軍
- 2016年 香港分齡跳水錦標賽 跳台冠軍、一米板季軍、三米板&雙人三米板亞軍
- 2017年 2016-17年香港跳水計分賽 公開甲組三米板季軍
- 2017年 香港公開跳水錦標賽 跳台冠軍、一米&三米板、雙人三米板亞軍
- 2017年 香港分齡跳水錦標賽 三米板&雙人三米板冠軍、一米板、跳台亞軍
- 2017年 第二屆台北市跳水邀請賽2017 女子B組一米跳板、女子B組五米台亞軍
- 2017年 烏茲別克亞錦賽 女子B組1米板第6名、女子B組3米板第4名、女子B組跳台第5名、女子A/B組混合雙人3米板季軍
- 2018年 2017-18年香港跳水計分賽 公開甲組雙人三米板亞軍、三米板季軍

## 外部網頁
- 利彥婷的Facebook專頁
- 利彥婷的Instagram帳戶